# مسجد ملا جعفر
مسجد ملا جعفر مربوط به دوره پهلوی ۴۰ سال است و در شهرستان کرمان، شهر جوپار، آستانه شاهزاده حسین، کوچه محله کوثر خیز واقع شده و این اثر در تاریخ ۱۸ اسفند ۱۳۸۷ با شمارهٔ ثبت ۲۵۳۰۷ به‌عنوان یکی از آثار ملی ایران به ثبت رسیده است.